# Jürgen Macho
Jürgen Macho (* 24. August 1977 in Wien) ist ein ehemaliger österreichischer Fußballspieler.

## Spielerkarriere
Jürgen Macho spielte in seiner Jugend zunächst beim SC Red Star Wien und im Rapid-Nachwuchs, ehe er 1996 zum Regionalligisten Wiener Sport-Club kam. 1997 folgte der Wechsel in die Zweite Division zur Vienna, wo er sich in der Folge als Nummer eins etablieren konnte. 2000 gelang der Sprung von Döbling in die englische Premier League; Jürgen Macho wechselte zum Sunderland AFC. Nachdem er sich 2002/03 dort etablieren konnte und 13 Meisterschaftseinsätze machte, kam der Wiener am 20. November 2002 gegen Norwegen zu seinem ersten Länderspieleinsatz für Österreich. Er kam in der zweiten Hälfte für Thomas Mandl ins Spiel.
2003 folgte der Wechsel zum FC Chelsea, verletzungsbedingt machte er aber kein einziges Pflichtspiel für den Klub und ging letztendlich für eine halbe Saison zurück nach Österreich zu Rapid, wo er sich mit Helge Payer im Tor abwechselte. Diese Übergangslösung beendete er am 3. Jänner 2005 durch einen Wechsel zum deutschen Bundesligisten 1. FC Kaiserslautern. Jürgen Macho verpasste dadurch allerdings die Meisterfeier Rapids, zu der er mit acht Spielen beigetragen hatte.
Durch seine Leistungen konnte sich Macho zu Saisonbeginn 2005/06 einen Stammplatz zwischen den Pfosten erkämpfen, verlor diesen jedoch vorübergehend an Thomas Ernst. Nachdem Wolfgang Wolf Michael Henke als Cheftrainer ablöste, wurde Macho zum Stammtorhüter, verletzte sich jedoch in der Rückrunde so schwer, dass er für den Rest der Saison ausfiel. Nach dem Abstieg des 1. FC Kaiserslautern in die 2. Fußball-Bundesliga, verlängerte Macho seinen Vertrag um weitere drei Jahre und war bei Kaiserslautern der Stammtorhüter für 2006/07, in der er eine führende Rolle für die junge Mannschaft einnahm. Nachdem Macho sich in seiner Bundesligazeit einen Stammplatz in der Nationalelf erobert hatte, blieb ihm dieser nun auch dank starker Leistungen als Zweitligaspieler erhalten.
Kurz vor Beginn der Saison 2007/08 wurde Macho aber von seinem Trainer Kjetil Rekdal und dem Sportmanager Michael Schjønberg die Position als Nummer eins entzogen. Daraufhin unterschrieb Macho am 31. August 2007 einen Arbeitsvertrag beim griechischen Vizemeister AEK Athen. Mit dem Klub konnte er sich erstmals in seiner Laufbahn für die Gruppenphase im UEFA-Cup qualifizieren. Zur Saison 2008/09 erhielt er mit Georgios Donis einen neuen Trainer, der fortan auf den Argentinier Diego Saja als Stammtorhüter setzte. Macho absolvierte in dieser Spielzeit lediglich ein Ligaspiel. Nach Auslaufen seines Vertrags zum Saisonende verließ er daraufhin Athen.
Trotz einiger Interessenten fand er daraufhin in der Sommerübertrittszeit keinen Verein. Im September 2009 schien dann ein Wechsel zurück in die Premier League zu Wigan Athletic nach erfolgreich absolvierter Probezeit wahrscheinlich. Kurz vor Vertragsabschluss entschied sich Wigan-Trainer Roberto Martínez gegen die Verpflichtung.
Am 5. November 2009 einigte er sich daraufhin mit dem österreichischen Bundesligisten LASK auf einen Vertrag bis zum Saisonende. Jürgen Macho verletzte sich Anfang März im Spiel gegen Sturm Graz an der Hand und musste operiert werden.
Bei der EURO 2008 wurde Macho bei allen Spielen der österreichischen Nationalmannschaft eingesetzt. In den Qualifikationsspielen zur Weltmeisterschaft 2010 kam er nicht zum Einsatz.
Im Juni 2010 wechselte er ablösefrei vom LASK zu Panionios Athen, wo er einen Dreijahresvertrag unterschrieb.
Nach einer sehr starken ersten Saison bei Panionios verlängerte Macho dann seinen Vertrag bei den Griechen vorzeitig um ein Jahr bis 2014.
Im Sommer 2011 verletzte sich der Torhüter allerdings so schwer, dass er bis Jänner 2013 außer Gefecht war. Nachdem sein Vertrag in Athen im Sommer 2012 aufgelöst worden war, ließ sich Macho in einer Augsburger Spezialklinik behandeln. Erst im Jänner 2013 konnte er seine Karriere nach über anderthalb Jahren Verletzungszeit fortsetzen. Am 14. Jänner kehrte er in die österreichische Bundesliga zurück und lief in der Frühjahrssaison 2013 für den FC Admira Wacker Mödling auf. Zum Saisonende wurde er wieder vereinslos und beendete in weiterer Folge seine Karriere als Aktiver.

## Trainerkarriere
Daraufhin besuchte er mehrere Trainerlehrgänge des Wiener Fußball-Verbandes und des Österreichischen Fußball-Bundes. Nach dem Abschluss der Grundausbildung als Tormanntrainer über den WFV im November 2014 erhielt er am 16. März 2015 das national Tormanntrainer-Diplom des ÖFB. Parallel dazu trainierte er in den Jahren 2014 und 2015 über die Vereinigung der Fußballer vereinslose Spieler und Spieler ohne Vertrag. Anfang des Jahres 2016 schloss er sich dem First Vienna FC 1894 als Tormanntrainer an und behielt diese Position bis zu seinem Abgang im Juli 2018. Nebenbei war er ab dem Frühjahr 2018 auch als Co-Trainer der Profimannschaft der Vienna aktiv. Im Juli 2018 löste er Wolfgang Knaller als Tormanntrainer beim österreichischen Bundesligisten SKN St. Pölten ab. Seit Juni 2019 ist er als Nachfolger von Helge Payer Tormanntrainer beim österreichischen Bundesligisten SK Rapid Wien.

## Erfolge
- 1× Gruppenphase UEFA-Cup: 2007
- 1× Österreichischer Meister: 2005
- 1× Teilnahme an der Europameisterschaft: 2008